# نفسم را بند آوردی
«نفسم را بند آوردی» (انگلیسی: Take My Breath Away) ترانه‌ای است که توسط جورجو مورودر و تام ویتلاک برای فیلم تاپ گان در سال ۱۹۸۶ نوشته و توسط گروه موسیقی موج نو آمریکایی برلین اجرا شده است. این ترانه برنده جایزه اسکار بهترین ترانه و همچنین جایزه گلدن گلوب بهترین ترانه غیراقتباسی در سال ۱۹۸۶ شد.